# منطقة انوبور
انوبور رمزها «AP» (بالإنجليزية: Anuppur)‏ ، هو تقسيم إداري لدولة الهند تتبع ولاية مدية برديش (بالإنجليزية: Madhya  Pradesh)‏، مركزها هو مدينة انوبور (بالإنجليزية: Anuppur)‏ عدد سكانها حسب تعداد سنة 2001 هو 6,67,155 ، مساحتها 3,701 كم² وكثافة السكان 180 لكل كم² .